# 多賀 (井手町)
多賀（たが）は、京都府綴喜郡井手町の大字。本項ではかつて同区域に存在した多賀村（たがむら）についても記す。

## 地理
井手町の北半を占める、奈良線・山城多賀駅を中心とした一帯。南で同町井手・田村新田、北で城陽市市辺・奈島、西で京田辺市草内外島・飯岡外島・飯岡大将軍・飯岡城、東で宇治田原町南・相楽郡和束町白栖と接する。西側を木津川が流れ、国道24号、京都府道70号上狛城陽線が南北を貫く。

### 山岳
- 大峰
- 北峰
- 大焼山
- 高雄山
- 艮山

### 河川
- 木津川

### 湖沼
- 大正池

## 歴史
- 幕末 - 「旧高旧領取調帳」の記載によると、綴喜郡多賀村・奥山新田が存在し、ともに皇室領であった。
- 慶応4年
  - 2月19日（1868年3月12日） - 京都裁判所の管轄となる。
  - 閏4月25日（1868年6月15日） - 京都府の管轄となる。
- 明治初年 - 多賀村が奥山新田を合併。
- 1889年（明治22年）4月1日 - 町村制の施行により、多賀村が単独で自治体を形成。
- 1958年（昭和33年）4月1日 - 多賀村が井手町と合併し、改めて井手町が発足。同町の大字となる。

## 世帯数と人口
2015年（平成27年）10月1日現在の世帯数と人口（国勢調査調べ）は以下の通りである。
| 大字 | 世帯数  | 人口    |
| ---- | ------- | ------- |
| 多賀 | 870世帯 | 2,283人 |

### 人口の変遷
国勢調査による人口の推移。
| 1995年（平成7年）  | 2,783人 | [ 5 ] |  |
| 2000年（平成12年） | 2,711人 | [ 6 ] |  |
| 2005年（平成17年） | 2,649人 | [ 7 ] |  |
| 2010年（平成22年） | 2,492人 | [ 8 ] |  |
| 2015年（平成27年） | 2,283人 | [ 2 ] |  |

### 世帯数の変遷
国勢調査による世帯数の推移。
| 1995年（平成7年）  | 871世帯 | [ 5 ] |  |
| 2000年（平成12年） | 893世帯 | [ 6 ] |  |
| 2005年（平成17年） | 939世帯 | [ 7 ] |  |
| 2010年（平成22年） | 895世帯 | [ 8 ] |  |
| 2015年（平成27年） | 870世帯 | [ 2 ] |  |

## 交通

### 鉄道
- 西日本旅客鉄道
 奈良線 山城多賀駅

### 道路
- 国道24号
- 京都府道70号上狛城陽線

## 施設
- 井手町立多賀小学校
- 山城多賀郵便局
- 念仏寺

## その他

### 日本郵便
- 郵便番号 : 610-0301[3]（集配局：山城田辺郵便局[9]）。